# 450
450 (CDL) var ett normalår som började en söndag i den julianska kalendern.

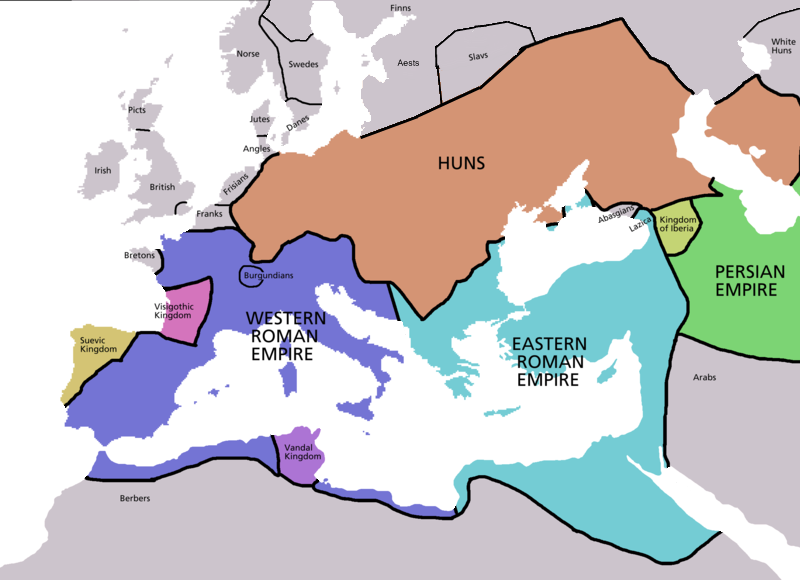
Europa år 450.

## Händelser

### Augusti
- 25 augusti – Marcianus utropas till kejsare av Aspar och Pulcheria.

### Okänt datum
- Kung Kumaragupta bygger ett buddhistiskt universitet i Nalanda i nuvarande Bihar.
- Saxare, angler och jutar invaderar Britannien, vilket markerar början på användandet av fornengelska språket (traditionellt datum).

## Födda
- Hormisdas, påve 514–523.
- Thrasamund, kung över vandalerna.

## Avlidna
- 28 juli – Theodosius II, östromersk kejsare (död efter fall från sin häst efter en jakttur).
- 27 november – Galla Placidia, kejsardotter och kejsarmoder i det västromerska riket.
- 2 december – Petrus Chrysologus, ärkebiskop av Ravenna.
- Sokrates Scholasticus, kyrkohistoriker.